# Bell V-280 Valor
Bell V-280 Valor — американский конвертоплан, сочетающий отдельные преимущества самолёта и вертолёта. Был официально представлен в 2013 году на выставке в Форт-Уэрте, штат Техас.
Разработан в США компаниями  Bell Helicopter и Lockheed Martin для армии США в рамках программы Future Long-Range Assault Aircraft (FLRAA), в которой также участвовал Sikorsky–Boeing SB-1 Defiant.
Летательный аппарат оснащён двумя двигателями, расположенными на концах крыла в гондолах. Винты с тремя трапециевидными лопастями способны поворачиваться в вертикальной плоскости на величину угла 90 градусов. Сами гондолы при этом остаются неподвижными. Конвертоплан может выполнять полёты на скорости до 520 км/ч, дальность боевого применения составляет 1480 км, а перегоночная дальность при этом достигает 3900 км. 
5 декабря 2022 года Bell V-280 был выбран Министерством обороны США в качестве транспортно-десантного вертолёта дальнего действия Вооружённых сил США. Стоимость контракта оценивается в 1,3 миллиарда долларов, новые Bell V-280 должны будут заменить к 2030 году около 2 тысяч вертолётов UH-60 Black Hawk, находящихся в эксплуатации в настоящее время. Ожидается, что первые прототипы V-280 будут переданы Вооружённым силам США к 2025 году.

## Технические характеристики
- Экипаж: 4 человека
- Вместимость: 14 человек или до 4500 кг груза.
- Длина: 15,4 м
- Ширина: 24,93 м
- Высота: 7 м
- Пустой вес: 8 200 кг
- Максимальный взлетный вес: 14 000 кг
- Силовая установка: 2 турбовальных двигателя Rolls-Royce AE 1107F
- Диаметр винтов: 10,7 м
- Нагрузка на винт: 78 кг/м 2

- Крейсерская скорость: 520 км/ч
- Боевая дальность: 930–1480 км
- Перегонная дальность: 3900 км
- Практический потолок:1800 м в режиме зависания вне эффекта земли при 35 ° C[6]

## Испытания
Первый полёт состоялся 18 декабря 2017 года.
16 мая 2018 года опытный образец V-280 Valor впервые совершил полёт в так называемом самолётном режиме. В ходе испытаний конвертоплан развил скорость порядка 350 км/ч. При этом производитель заявляет, что максимальная скорость будет достигнута в ходе ближайших испытаний.
18 июня 2018 года конвертоплан совершил полет с горизонтальной посадкой и крутым взлетом под углом 80 градусов.
23 января 2019 года конвертоплан разогнался до крейсерской скорости 518 км/час.
В апреле V-280 Valor получил систему PDAS (Pilotage Distributed Aperture Sensor), обеспечивающий экипажу в режиме реального времени круговой обзор.